# Pablo Herrera (beach-volley)
Pour les articles homonymes, voir Pablo Herrera.
Pablo Herrera Allepuz, né le 29 juin 1982 à Castellón de la Plana (Espagne), est un joueur de beach-volley espagnol, apparu sur le circuit professionnel en 2001. Il a notamment été champion d'Europe de sa discipline.

## Palmarès

### Jeux olympiques d'été
- Médaille d'argent en 2004 à Athènes (Grèce) avec Javier Bosma

### Championnats du Monde
- Pas de performance significative à ce jour...

### Championnats d'Europe
- Médaille d'or en 2005  à Moscou (Russie) avec Raúl Mesa
- Médaille d'or en 2013 à Klagenfurt (Autriche) avec Adrián Gavira
- Médaille de bronze en 2009 à Sotchi (Russie) avec Adrián Gavira